# Isidoor Teirlinck
Isidoor Teirlinck, né à Zegelsem le 2 janvier 1851 et mort à Forest le 27 juin 1934, est un écrivain belge d'expression néerlandaise. Il est connu entre autres pour ses ouvrages sur le folklore.

## Biographie

### Vie professionnelle
Isidoor Teirlinck a étudié à l'école normale de Lierre. Il a ensuite été instituteur à Serskamp, Drogenbos et Saint-Josse-ten-Noode. À partir de 1875, il a été professeur de mathématiques et de physique à l'école normale Charles Buls qui venait d'être fondée à Bruxelles.

### Famille
Isidoor Teirlinck a épousé Oda van Nieuwenhove. Il est le père de l'écrivain Herman Teirlinck, le beau-frère de Reimond Stijns (avec qui il a coécrit plusieurs livres sous le nom de Teirlinck-Stijns) et le grand-père de l'ichtyologiste Max Poll.

## Quelques œuvres
- 1873 - Wíe niet hooren wil moet voelen
- 1884 - Arm Vlaanderen (avec Reimond Stijns)
- 1886 - Woordenboek van Bargoensch
- 1895 - Le Folklore flamand : folklore mythologique
- 1895 - Le Folklore flamand : contes flamands
- 1901 - Lastige kerels en brave gasten
- 1908-1924 - Zuid-Oostvlaandersch idioticon